# Унтер Пришибеев
Унтер Пришибеев — рассказ А. П. Чехова. Написан в 1885 году, впервые опубликован в 18 октября 1885 года в № 273 «Петербургской газеты».

## Публикации
Рассказ был впервые опубликован 18 (5 по старому стилю) октября 1885 года в № 273 «Петербургской газеты» в отделе «Летучие заметки» под названием «Кляузник» и подписью А. Чехонте. Под новым названием рассказ был включен Чеховым во второй том его сочинений, опубликованном в 1899—1901 годах Адольфом Марксом.
При жизни Чехова рассказ был переведен на болгарский, немецкий, сербскохорватский и чешский языки.

## История
Рассказ Сержант Пришибеев был написан изначально для газеты «Осколки», но её редактор Николай Лейкин нашел рассказ растянутым и недостаточно смешным, «сухим». Лейкин подготовил свой, сокращенный вариант рассказа, но тот был отвергнут цензурой. Следуя совету Лейкина, Чехов отправил рассказ в «Санкт-Петербургскую газету», где не было проблем с цензурой. Там рассказ был опубликован под названием «Кляузник».
В версии рассказа, напечатанной в «Петербургской газете» Чехов изменил дату действия (3 сентября вместо 3 августа) и смягчил характеристику Пришибеева, дописал сцену, где мировой учит Пришибеева говорить «вы», а не «ты»: «Ежели глупого человека не побьешь, то на твоей же душе грех. Особливо, ежели за дело… ежели беспорядок…».

## Содержание
Некий унтер-офицер Пришибеев вляпался в неприятность с полицией из-за его старой армейской привычки восстанавливать повсюду то, что он понимает как «порядок».

## Экранизация
1972 — Любимые страницы (ТВ) (СССР), режиссёры Юрий Завадский, Инна Данкман, Александр Шорин. В фильме использован рассказ «Унтер Пришибеев». В роли Пришибеева — Николай Парфёнов